# Evguéni Ermenkov
Evguéni ou Evguenij Ermenkov est un joueur d'échecs bulgare, né le 29 septembre 1949 à Sofia, qui a joué pour la Bulgarie et pour la Palestine (de 2003 à 2010) . Grand maître international depuis 1977, il a remporté cinq fois le championnat de Bulgarie : en 1973, 1975, 1976, 1979 et 1984 (ex æquo avec Kiril Georgiev) ainsi que trois médailles individuelles lors des olympiades d'échecs, dont la médaille d'or au premier échiquier de la Palestine en 2004.

## Médailles remportées aux olympiades
Il a représenté la Bulgarie lors de cinq olympiades : en 1978 (au deuxième échiquier), 1980 (au premier échiquier), 1984 (au deuxième échiquier), 1990 (quatrième échiquier) et 1992 (troisième échiquier). Il remporta la médaille de bronze individuelle au quatrième échiquier en 1990, en marquant 7 points sur 10.
Ermenkov joua pour la Palestine de 2003 à 2010, représentant la Palestine au premier échiquier lors des olympiades de 2004, 2006 et 2008. Dans l'équipe palestinienne, il réalisa le meilleur score de l'olympiade au premier échiquier en 2004 (médaille d'or individuelle, avec 10,5 points sur 12) et reçut la médaille d'argent individuelle, toujours au premier échiquier, en 2006, avec 8,5 points sur 10.

## Victoires dans les tournois internationaux
Ermenkov a remporté les tournois de :
- Albena 1977 et 1979,
- Plovdiv 1978,
- Dieren 1990.

En 1985, Ermenkov finit quatrième du tournoi zonal de Prague et se qualifia pour le tournoi interzonal de Tunis, qualificatif pour le tournoi des candidats de 1985. Lors de l'interzonal, il termina 14e-15e  avec 6,5 points sur 16.